# Quito
Quito Ecuador fővárosa. A város területe 290 km². Lakossága a 2001-es népszámlálás szerint 1 399 378 fő, de becsült népessége 1 865 541. Guayaquil után az ország második legnépesebb városa.

## Földrajz
Quito Ecuador északi részén a Guayllabamba folyó völgyében a Pichinchal-hegy északi lejtőjén fekszik. A Pichinchal az Andok egyik ma is aktív rétegvulkánja, magassága 4794 m. A várostól 30 km-re délnyugatra található a már nem aktív, erodált rétegvulkán, a 4790 méter magas Corazón. A város főtere, a Plaza de la Independencia 2850 m magasan fekszik a tengerszint felett, ezzel a világ második legmagasabban fekvő fővárosa. A város mindössze 35 km-re fekszik az Egyenlítőtől délre. Az Egyenlítő helyét jelző emlékművet a helyiek „la mitad del mundo” (a világ közepe) néven ismerik.

### Éghajlat
A város éghajlata magas fekvésének ellenére meglehetősen enyhe. Csak két évszak van: egy szárazabb és egy nedvesebb időszak. A száraz évszakot, júniustól szeptemberig (4 hónap) nyárnak nevezik; a nedves évszakot, októbertől májusig (8 hónap) a helyiek télnek nevezik. 
| Hónap                                                                            | Jan. | Feb. | Már. | Ápr. | Máj. | Jún. | Júl. | Aug. | Szep. | Okt. | Nov. | Dec. | Év   |
| -------------------------------------------------------------------------------- | ---- | ---- | ---- | ---- | ---- | ---- | ---- | ---- | ----- | ---- | ---- | ---- | ---- |
| Átlagos max. hőmérséklet (°C)                                                    | 19,1 | 19,1 | 19,1 | 19,4 | 19,2 | 19,7 | 19,8 | 20,3 | 20,3  | 20,1 | 19,3 | 19,3 | 19,6 |
| Átlaghőmérséklet (°C)                                                            | 13,4 | 13,6 | 13,4 | 13,6 | 13,7 | 13,8 | 13,9 | 14,0 | 13,8  | 13,7 | 13,3 | 13,5 | 13,6 |
| Átlagos min. hőmérséklet (°C)                                                    | 9,6  | 9,7  | 9,8  | 9,9  | 9,6  | 9,1  | 8,6  | 8,7  | 8,9   | 9,0  | 9,1  | 9,9  | 9,3  |
| Átl. csapadékmennyiség (mm)                                                      | 65   | 104  | 123  | 149  | 90   | 41   | 22   | 28   | 60    | 119  | 87   | 76   | 964  |
| Havi napsütéses órák száma                                                       | 167  | 140  | 132  | 136  | 164  | 189  | 219  | 216  | 186   | 167  | 167  | 175  | 2058 |
| Forrás: NOAA, World Meteorological Organization, Danish Meteorological Institute |      |      |      |      |      |      |      |      |       |      |      |      |      |

## Története

### A spanyolok előtt
Quito megalapítása az 1000 körüli évekre nyúlik vissza, amikor a nomád bennszülött törzsek elözönlötték a város környékét és a mai Quito helyén kereskedelmi központot alakítottak ki. A 16. század elején az inkák hódították meg a várost a további terjeszkedés érdekében, de az 1533-ban megérkező spanyol hódítók keresztülhúzták számításaikat. Rumiñahui inka hadvezér felgyújtotta a várost, hogy megvédje a spanyol pusztítástól és ezzel az ősi Quito örökre megszűnt létezni.

### A spanyol gyarmat

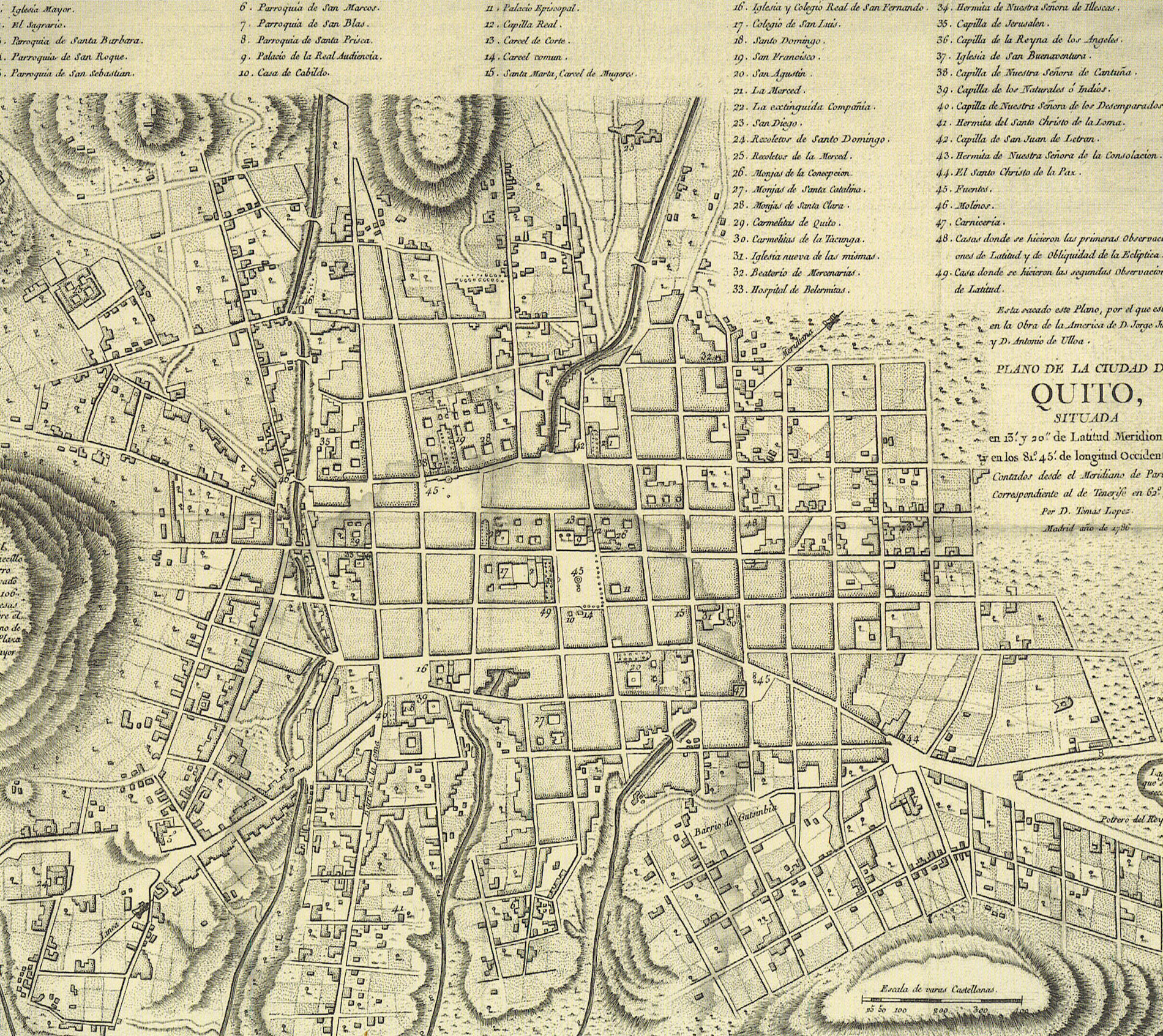
Térkép 1786-ból, mely a várost ábrázolja

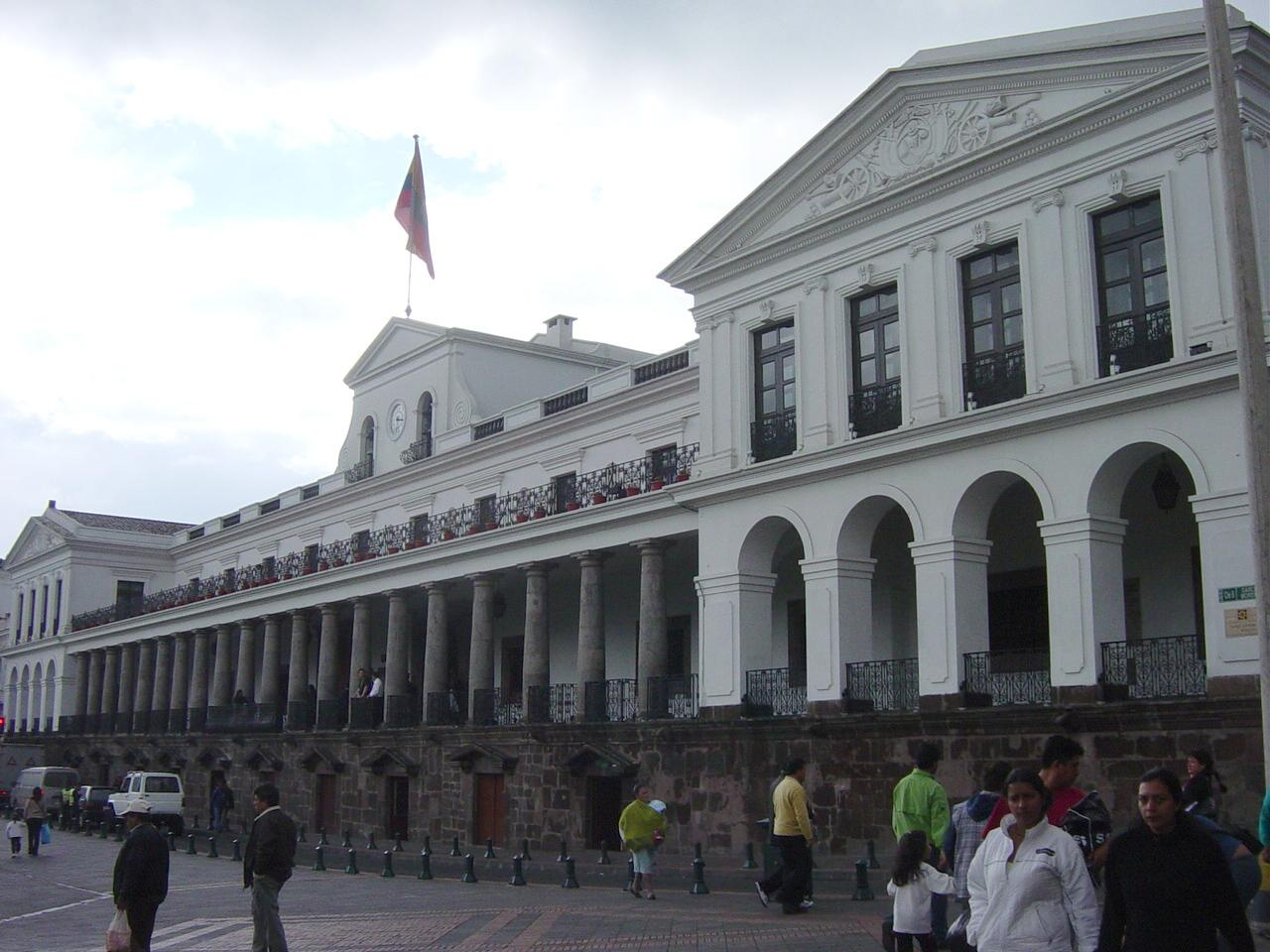
A Palacio Presidencial vagy Palacio de Carondelet, az elnöki palota

Dél-Amerika spanyol gyarmatosítását 1534-ben Diego de Almagro is folytatta, aki 1534. augusztus 15-én megalapította Santiago de Quito városát. December 6-án 204 telepes hivatalosan is megalapította a várost, miután Sebastián de Belalcázar elfogta Rumiñahuit és ténylegesen is megtörte a szervezett ellenállást. Rumiñahuit 1535. január 10-én kivégezték. 1541. március 14-én Quito városi rangot kapott és hivatalosan a „Muy Noble y Muy Leal ciudad de San Francisco de Quito” (Ouitoi Szent Ferenc Legnemesebb és Leghűségesebb városa) nevet kapta.
A spanyolok magukkal hozták a katolikus vallást is a városba, az első templom az El Belén még a város hivatalos megalapítása előtt megépült. 1535 januárjában megépült a Szent Ferenc kolostor is és a gyarmati időszakban még 20 további templomot és kolostort építettek fel. A spanyolok erőszakkal térítették át az indiánokat az új vallásra és különösen a kezdeti időszakban az építkezésekhez is felhasználták őket. A quitói egyházmegyét 1545-ben alapították és Quitót 1849-ben érsekségi rangra emelték.
1809-ben csaknem 300 évi spanyol uralom után a városnak 10 000 lakosa volt és itt hangzott el az első függetlenségi nyilatkozat 1809. augusztus 10-én. Ezt az első függetlenségi mozgalmat 1810. augusztus 2-án még leverték a Limából odavezényelt spanyol erők, melynek során a felkelés vezetőit és mintegy 200 városi polgárt öltek meg. A harcok azonban tovább folytatódtak és végül 1822. május 24-én a pichinchai csatával fejeződtek be, amikor a Antonio José de Sucre által küldött Simón Bolívar parancsnoksága alatt álló szabadságharcosok nagy győzelmet arattak a spanyolok felett.

### Ecuador fővárosa
A pichinchai csata után 1822. május 29-én a város vezetői kinyilvánították a függetlenséget és a várost az újonnan kikiáltott Nagy Kolumbiához csatolták. 1822. június 16-án Simón Bolívar Quitóba ment és 24-én jelen volt a kolumbiai alkotmány aláírásánál. Az új állam azonban 1830. május 13-án felbomlott, és a külön államként létrejött ország nevéül az Ecuador (Egyenlítő) nevet választották. Az ország fővárosa Quito lett, melyet főként a város ősi indián kultúrájának, a függetlenségi harcban játszott szerepének és fontos kormányzati pozíciójának köszönhetett.

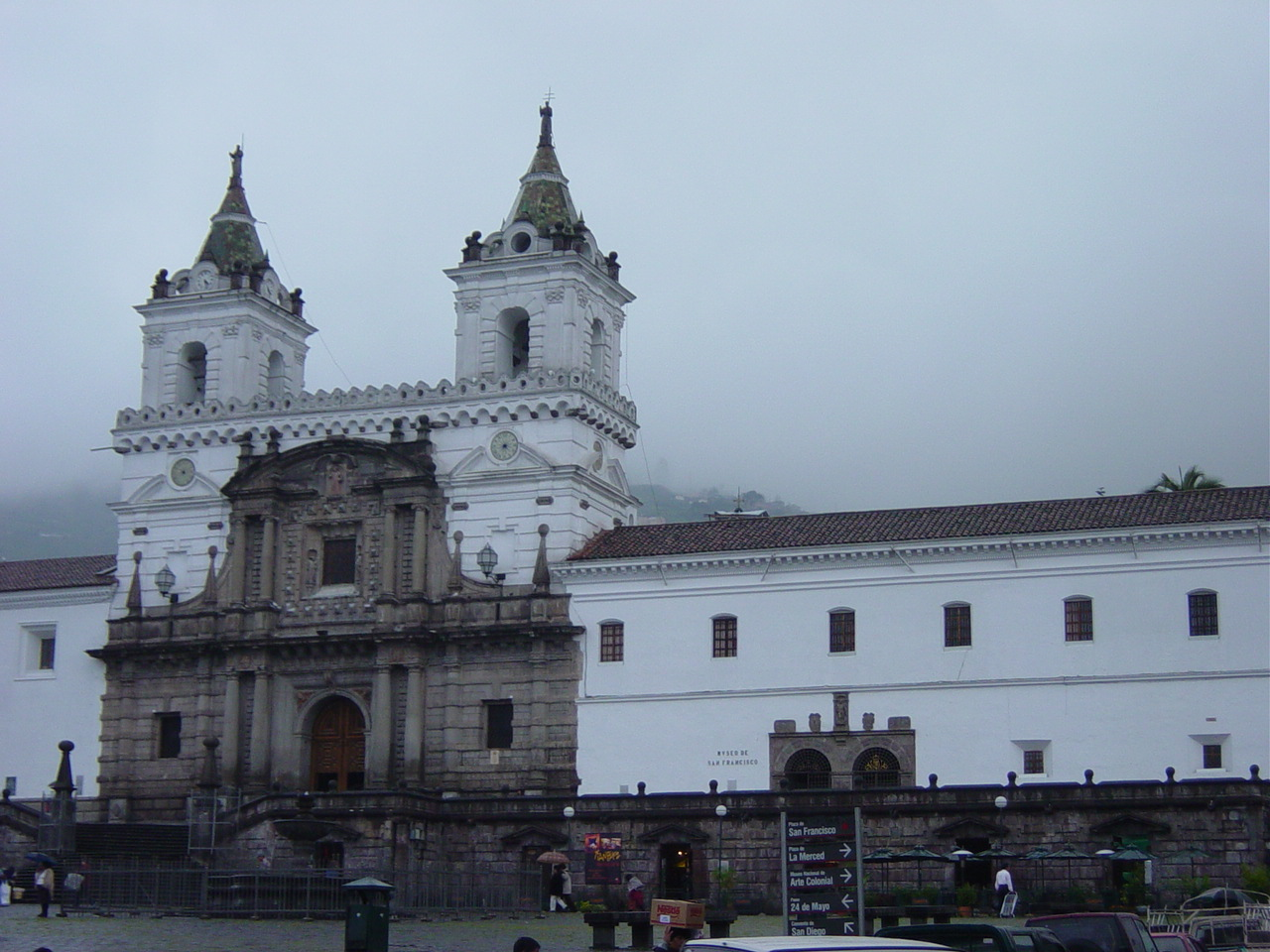
Az Iglesia de San Francisco (Szent Ferenc templom)

Quito már a köztársaság korai időszakától fogva tüntetések és politikai harcok színtere volt. 1833-ban a Quito Szabad Polgárainak Társasága összeesküvést szőtt a hatalmon levő kormány ellen. 1845. március 6-án kitört a márciusi forradalom. 1875-ben Gabriel García Moreno elnököt gyilkolták meg Quitóban, majd két évvel később 1877-ben Quito érsekét José Ignacio Checa y Barbát mérgezték meg.
1882-ben felkelés tört ki Ignacio de Veintemilla diktátor ellen. A felkelés győzött, azonban az országot átható erőszakhullám még nem ért véget. 1883. július 9-én a szabadságharcos parancsnok Eloy Alfaro csapataival részt vett a guayaquili csatában és később sok harc után 1895. szeptember 4-én Ecuador elnöke lett. Miután kitöltötte második elnöki periódusát is Európába távozott, majd amikor 1912-ben visszatért Ecuadorba megkísérelte újra magához ragadni a hatalmat. Január 28-án letartóztatták az börtönbe vetették, azonban a börtönbe beözönlő tömeg meggyilkolta. Testét végighurcolták az utcákon és az egyik parkban elégették.
1932-ben kitört a négynapos háború, a polgárháború amely Neptalí Bonifaz megválasztását követte, melynek következtében kénytelen volt Peruba emigrálni. 1934-ben a legnagyobb textilgyár munkásai léptek sztrájkba és a nyugtalanság a mai napig is tart. 1949. február 2-án H. G. Wells novellájának, a Világok harcának túl élethűre sikeredett rádiós feldolgozása városszerte hatalmas pánikot váltott ki és a megriadt tömeg által okozott tüzekben hat ember vesztette életét. 
A város 1996–2006 között is nagy tüntetések színhelye volt, melyek következtében három elnököt is elűztek.

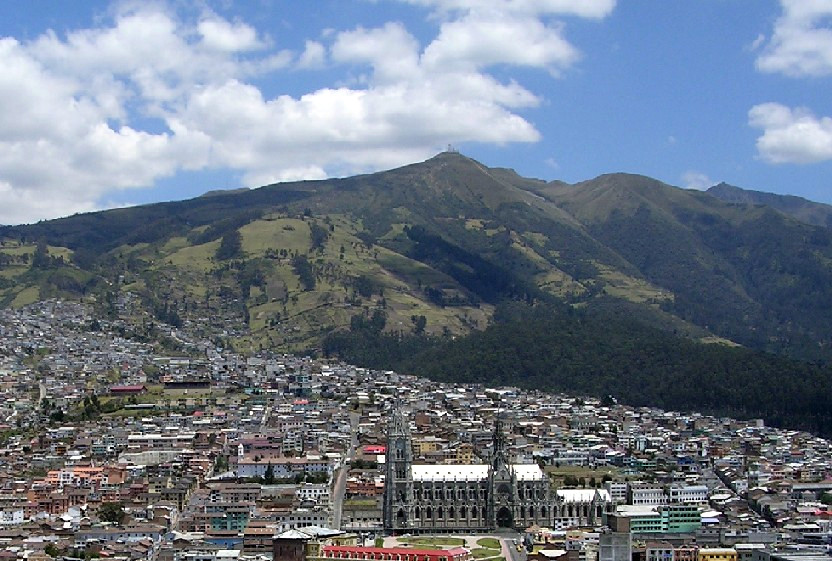
A Pichincha-hegy az Itchimbia-dombról nézve

## Természeti katasztrófák
Quito az ecuadori sierra északi részén a Guayllabamba folyó medencéjében fekszik. A medence északi oldalát számos vulkán határolja: keleten a Cotopaxi, az Antisana, a Sincholagua és a Cayambe, nyugaton az Illiniza, az Atacazo, a Pichincha és a Pululagua.
A Guagua Pichincha csak 21 km-re fekszik nyugatra Quitótól, ma is folytonosan aktív és állandó megfigyelés alatt kell tartani. Legutóbbi nagy kitörését 1999. október 7-én regisztrálták, amikor olyan nagy mennyiségű vulkanikus hamu hullott a városra, hogy a nemzetközi repülőteret is le kellett zárni. Ennél is több, mintegy 25 cm hamu hullott a városra 1660-ban a nagy kitörés alkalmával. Quito a világ egyetlen olyan fővárosa, melyet közvetlenül fenyeget egy tűzhányó kitörése. A többi vulkán aktivitása szintén hatással van a város életére, 2002-ben a Reventador tűzhányó kitörése alkalmával néhány nap alatt több hamu hullt a városra, mint 1999-ben.
A város környékét nemcsak a vulkánok, hanem a földrengések is sűrűn veszélyeztetik. A Quitót sújtó legnagyobb ismert földrengés 1797-ben érte a várost, amikor 40 000 halálos áldozata volt. Napjainkban a legnagyobb, hetes erősségű földrengés 1987-ben érte a várost. A rengés epicentruma 80 km-re volt a várostól és Ecuadorban mintegy ezer ember halálát okozta. Quito épületei is kisebb károkat szenvedtek.

## A város nevezetességei

### Észak-Quito
Quito északi részén a város legnagyobb üzleti negyedei találhatók. Itt található a nemzetközi repülőtér és a város szórakozónegyede is.

#### Museo del Banco Central

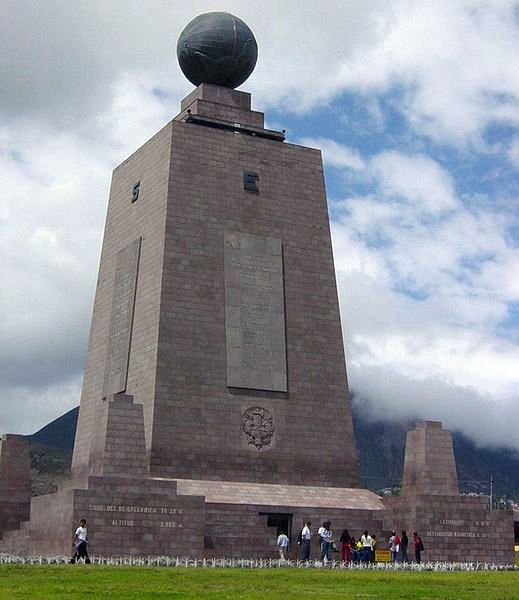
A Mitad del Mundo emlékmű

A múzeum széles körű áttekintést ad az ecuadori történelemről, kultúráról és művészetről. Az épület földszintjén a spanyolok előtti indián kultúra emlékei, cserépedények, szobrok, aranytárgyak, múmiák találhatók. A gyűjtemény legszebb darabja egy arany napot ábrázoló maszk a La Tolita kultúrából. A második emeleten a gyarmati időszak művészete, főként vallási tárgyú festmények, szobrok láthatók. A harmadik emeleti kiállítás a független  Ecuador művészetének és tárgyainak van szentelve.

#### Parkok
A Parque Metropolitano egész Dél-Amerika legnagyobb városi parkja, a New York-i Central Park méretének csaknem kétszerese. A park Quito északi városrészén az Atahualpa Olimpiai Stadion mögötti domboldalban található. Területe kiválóan alkalmas hegyikerékpározásra, futásra és sétálásra egyaránt. Legnagyobb része eukaliptuszerdő, melyben sétányok találhatók, melyek mentén szobrok láthatók. A park keleti részéről szép kilátás nyílik a Cotopaxi, Antisana tűzhányókra és a Guayllabamba völgyére.
A La Carolina Park Quito üzleti és bevásárlónegyedének közepén az Avenida Amazonas, Avenida Shyris és az Avenida Naciones Unidas között található. A parkban főként hétvégeken gyűlnek össze a fiatalok futballozni, kosárlabdázni  A park déli részén egy kis tó található, ahol csónakázni lehet. A park nyugati részén található a botanikus kert és a kiállítási központ.
Az El Ejido park a város régi és modern részének határán fekszik. A park a kézműves vásárairól híres. Itt festők árulják műveiket, lehet vásárolni a hagyományos ecuadori öltözéket a ponchót, szőnyegeket és ékszereket.
A La Alameda parkban található Dél-Amerika legrégibb obszervatóriuma, de itt látható a Bolívar-emlékmű és egy kis tó is, ahol csónakázni lehet.

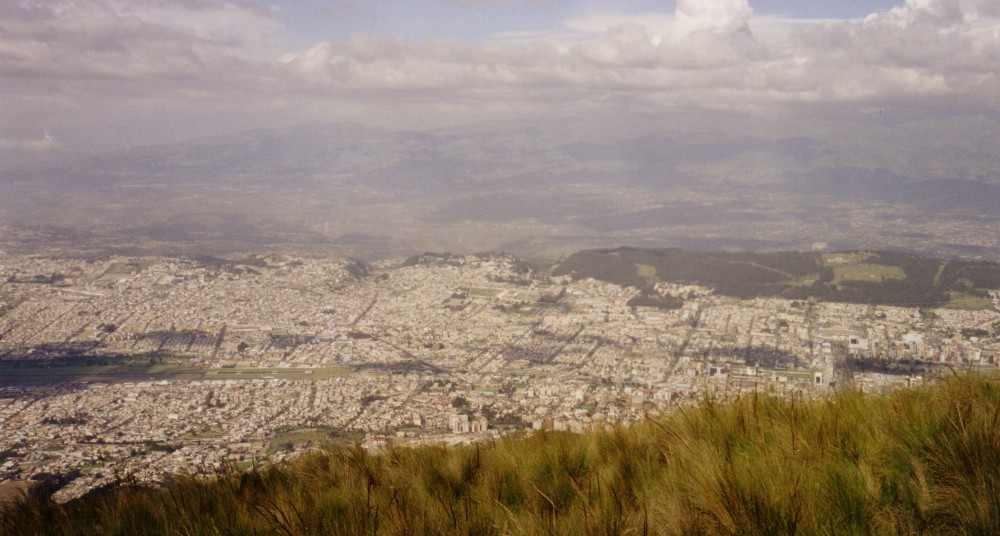
Quito északi része, a Pichincha vulkán északkeleti oldaláról

### Az óváros
A történelmi belvárost a nagy terek (a legfontosabb az Independence Plaza) és a templomok sokasága jellemzi. A templomok közül a legfontosabbak a székesegyház, a ferencesek temploma és kolostora, mely a gyarmati időszak legnagyobb spanyolok által épített épületegyüttese, az El Sagrario templom, a domonkosok temploma és kolostora, valamint a jezsuiták temploma, mely a római Il Gesú templom mintájára épült. Találunk ebben a negyedben néhány múzeumot is, közülük legismertebbek a Museo de la Ciudad, vagyis a városi múzeum, de több múzeum mutatja be a történelmet és a gyarmati korszak művészetét. A városközpont egyik jelentős műemléke a Gangotena-palota, amelyben ma szálloda működik.

### El Panecillo
Az El Pacinello a város közepén emelkedő domb, tergerszint feletti magassága 3016 méter. A tetején áll Szűz Mária monumentális szobra, mely a város egész területéről látható. A szobor Bernardo de Legarda alkotása, a Quitói Madonna alapján készült. 1976-ban Agustín de la Herrán Matorras spanyol művészt bízták meg a 41 méter magas alumínium Madonna-szobor elkészítésével. A szobrot hétezer alumíniumdarabból állították össze és 1976. március 28-án Pablo Muñoz Vega quitói érsek avatta fel. A Madonna egy földgömbön áll és a sátánt szimbolizáló kígyó fejére tapos. Ez eddig összhangban van a Szűzanya megszokott ábrázolásával, a szoborban szokatlan viszont az, hogy szárnyai vannak. Quito lakói büszkék arra, hogy a ez a világ egyetlen angyalszerű Madonna-szobra. A szobrot Bernardo da Legarda 1734-ben készített a Szent Ferenc templom főoltárán álló művéről mintázták, amely Quitói Maddonna, vagy a táncos néven volt ismert. A szobor a maga korában abban a tekintetben volt forradalmi alkotás, hogy először ábrázolta a Szűzanyát lendületes mozgásban, ami éles ellentétben állt a hagyományos álló ábrázolással.

### Kötélpályás felvonó a Cruz Lomára

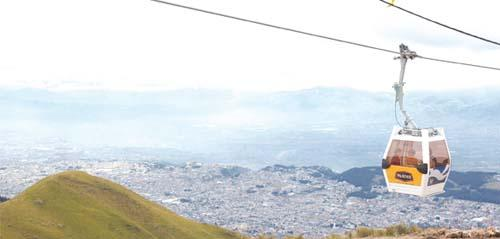
A kötélpályás felvonó

2005 júliusa óta működik Quito kötélpályás felvonója, mely a városközpontból a Pichincha-vulkán keleti oldalán levő Cruz Lomára vezet fel. A látogatók 4100 m magasra jutnak fel, ahol éttermeket, üzleteket és különféle áruházakat találnak. A hőmérséklet sokkal hűvösebb, mint odalenn a városban. A hegyen kijelölt túraútvonalak találhatók.

### Látnivalók a város környékén
- A Mitad del Mundo („a világ közepe”) egy kis turisztikai építményegyüttes Quito központjától 35 km-re északra, az Egyenlítőn. Itt található az Egyenlítő emlékműve, mellette történeti múzeum, planetárium, különböző kiállítások és üzletek láthatók.
- A Pululahua egy vulkán nem messze a Mitad del Mundótól, melynek krátere gépkocsival is könnyen megközelíthető turistalátványosság.
- Quito állatkertje 20 km-re a várostól Guayllabamba falu területén található. Hatalmas gyűjteménnyel rendelkezik az ország csodálatos növényvilágából és állataiból, melyek közül néhányat az illegális prémkereskedők kezeiből mentettek meg.

### Guápulo, Quito

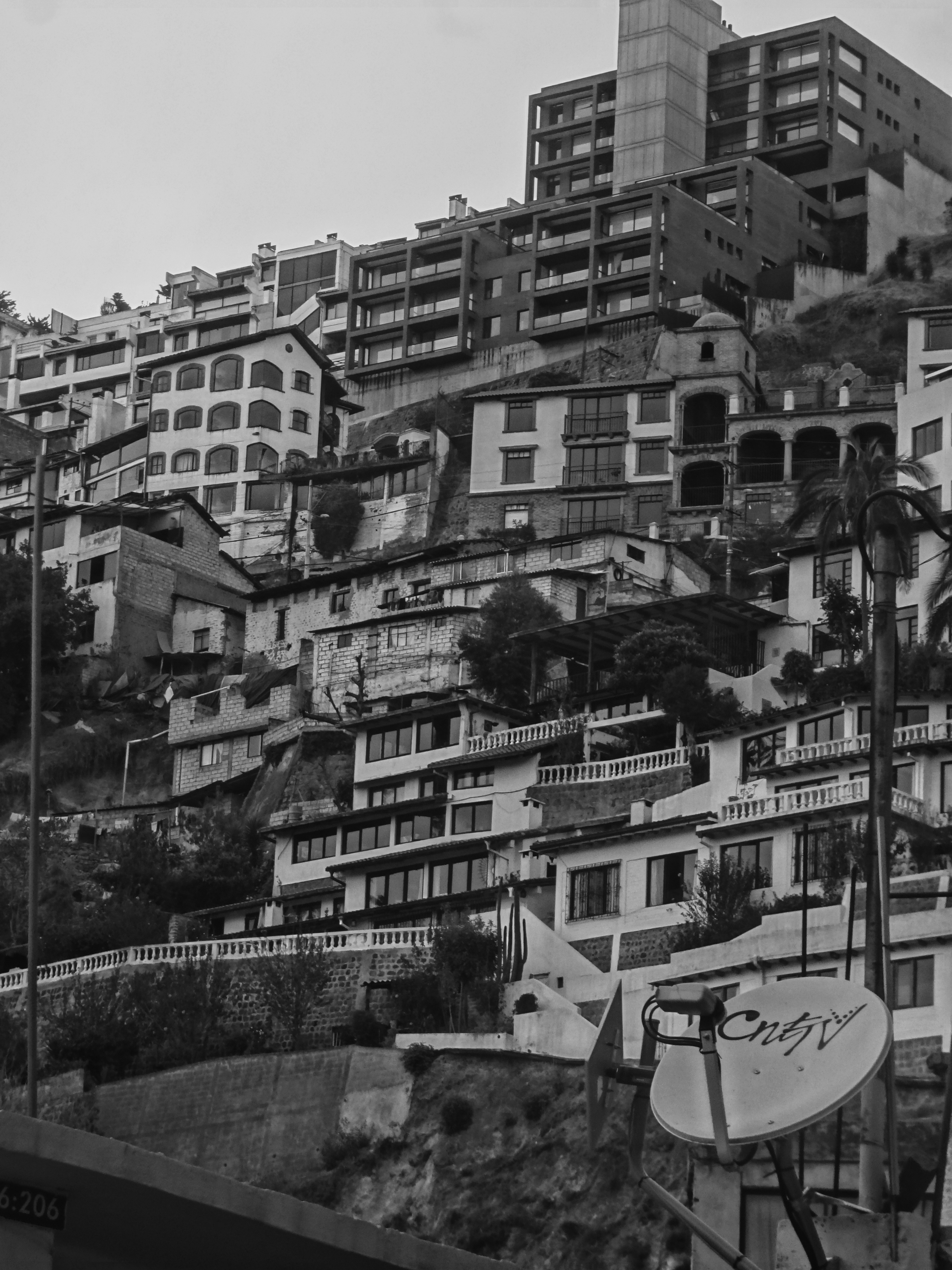
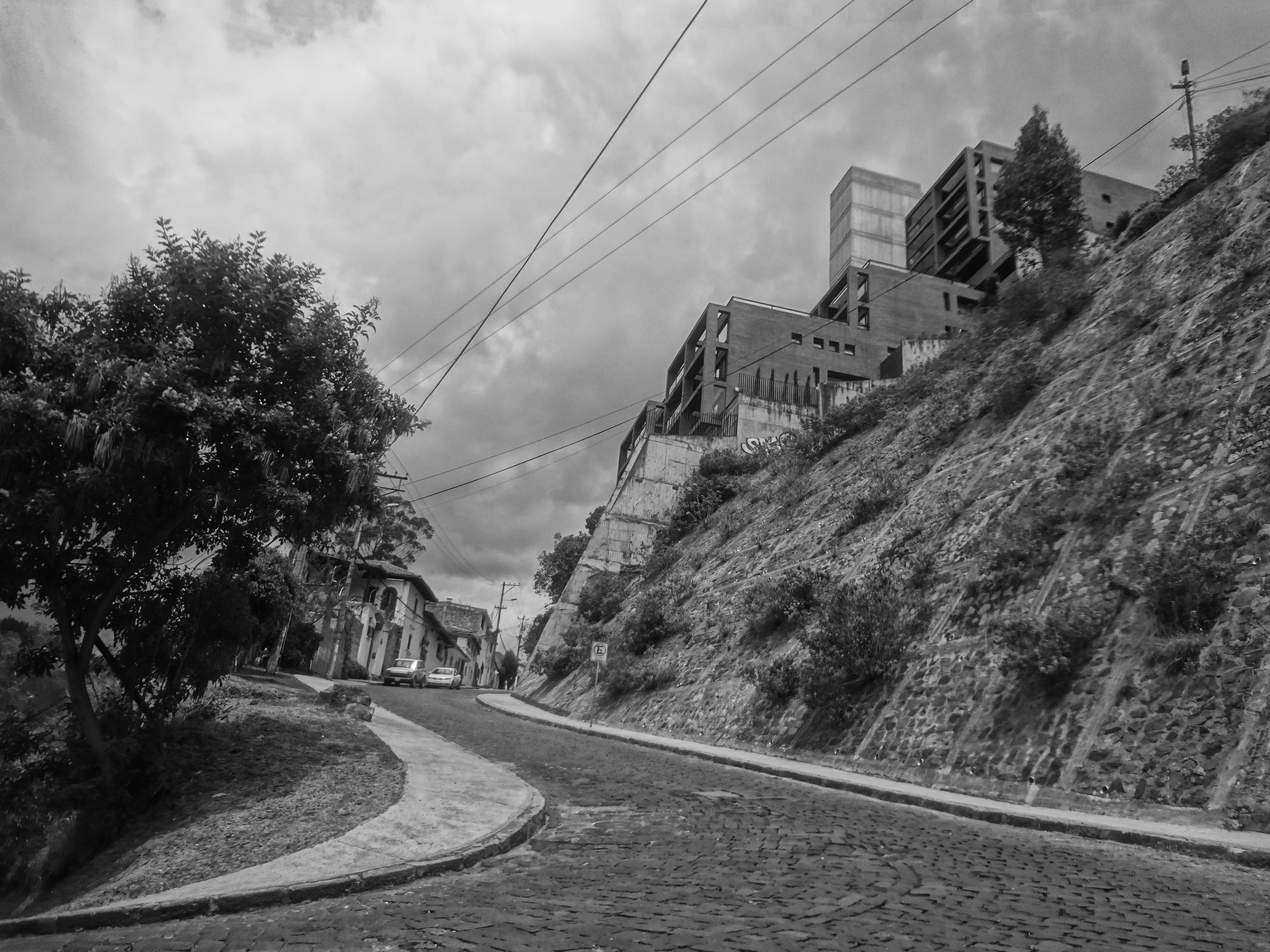
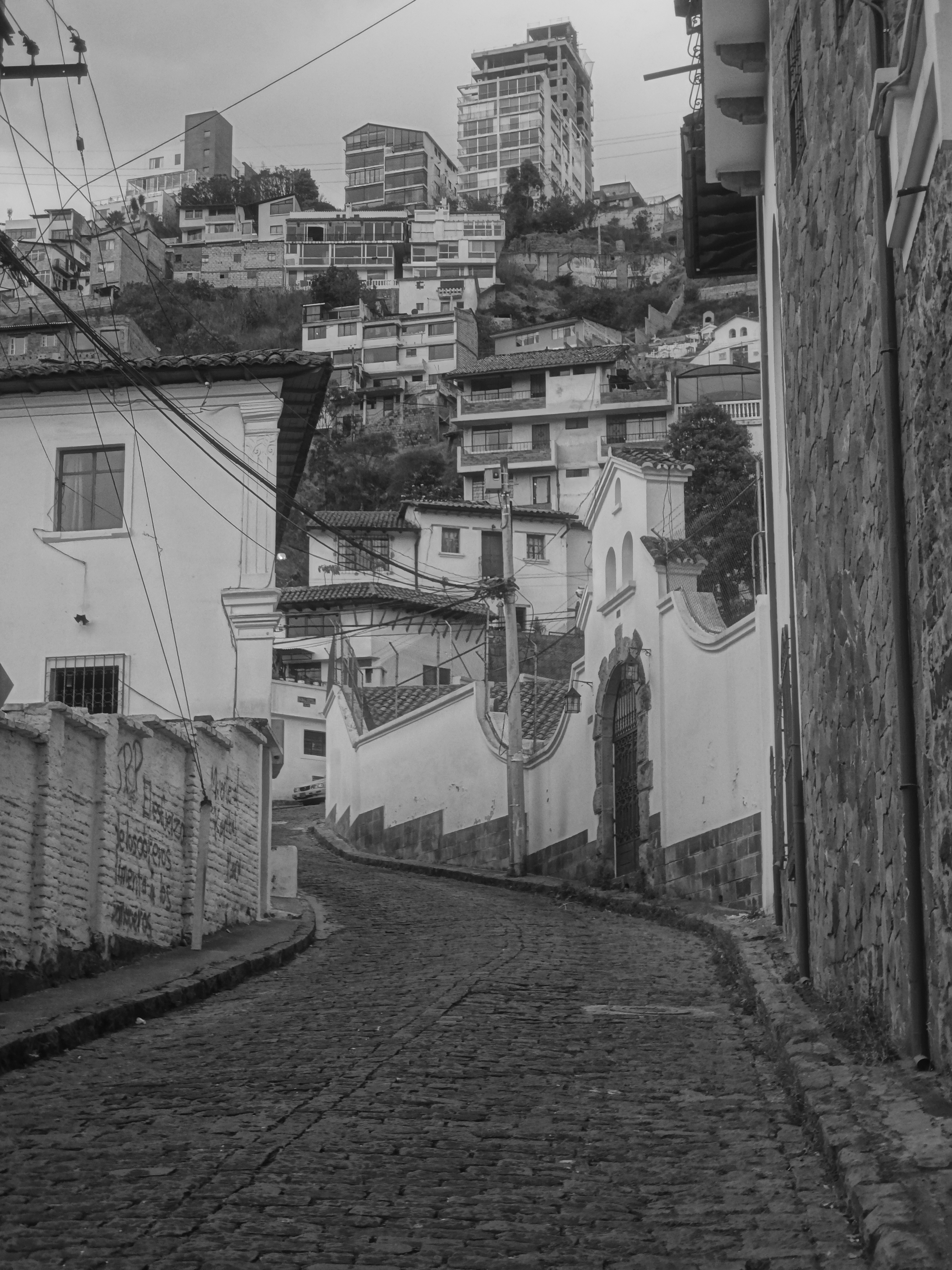
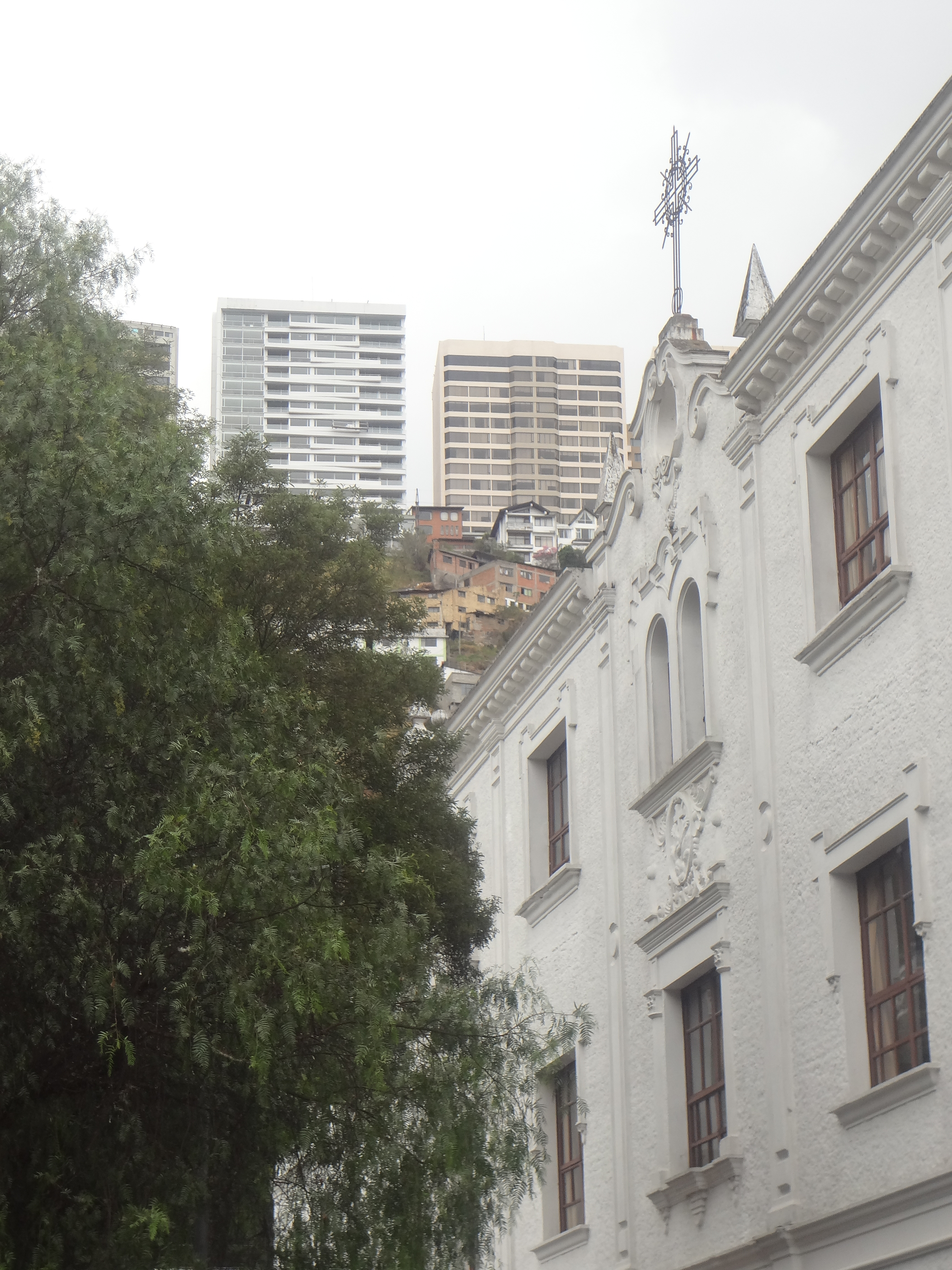
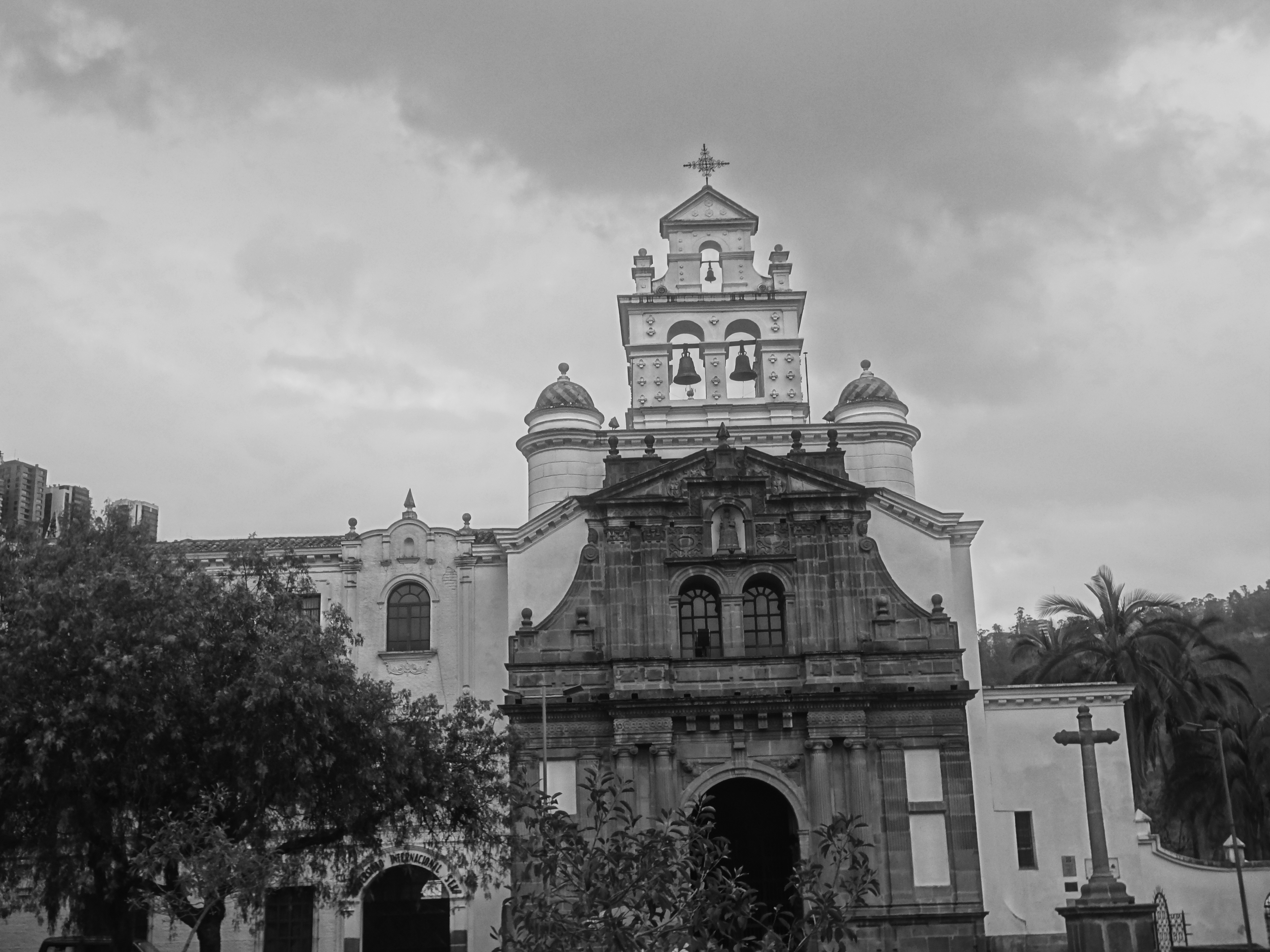
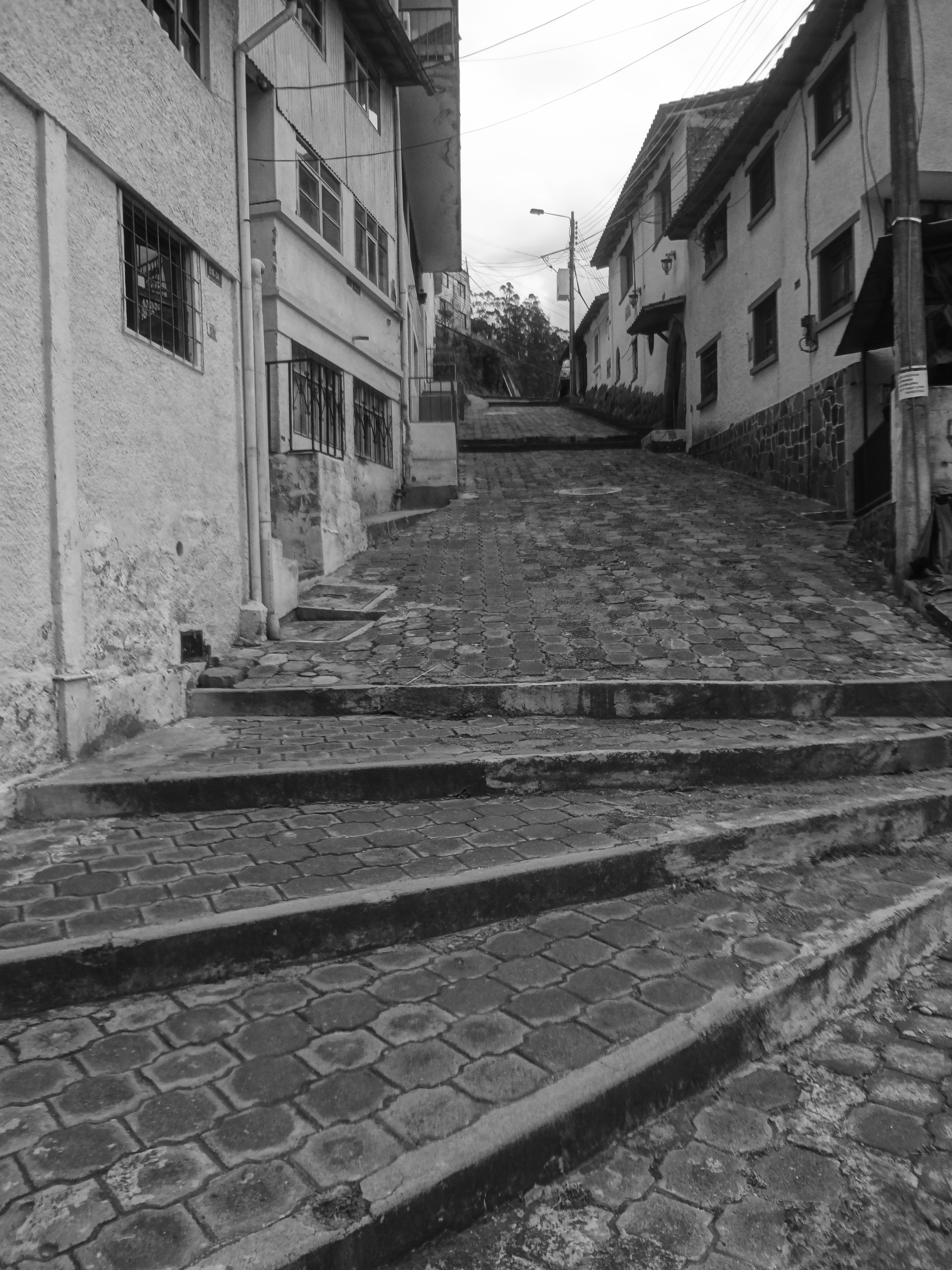
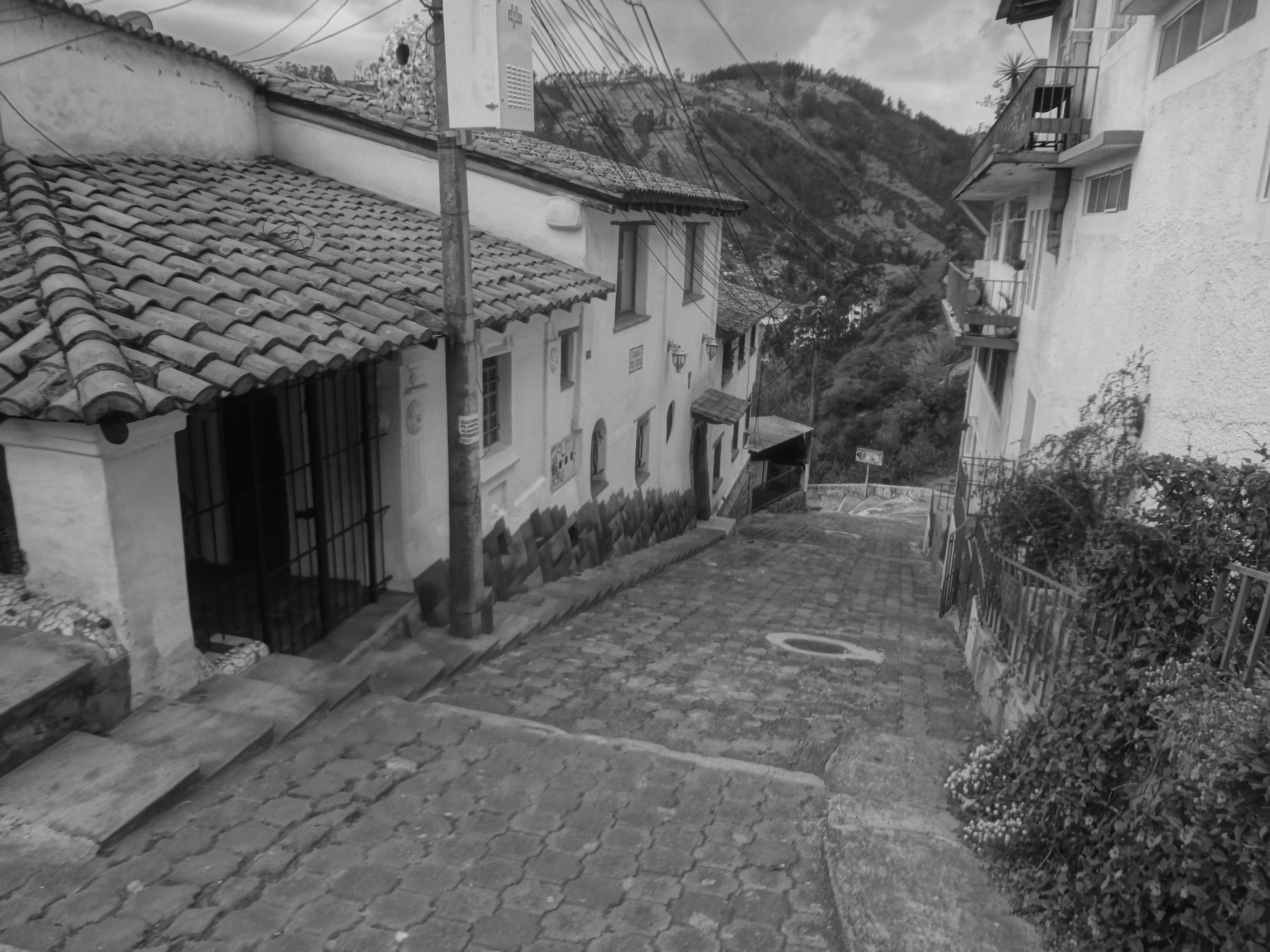

## Sport
A város professzionális futballklubjai:
1. Liga Deportiva Universitaria Quito
2. Sociedad Deportiva Aucas
3. Club Deportivo El Nacional
4. Sociedad Deportivo Quito

## Közlekedés

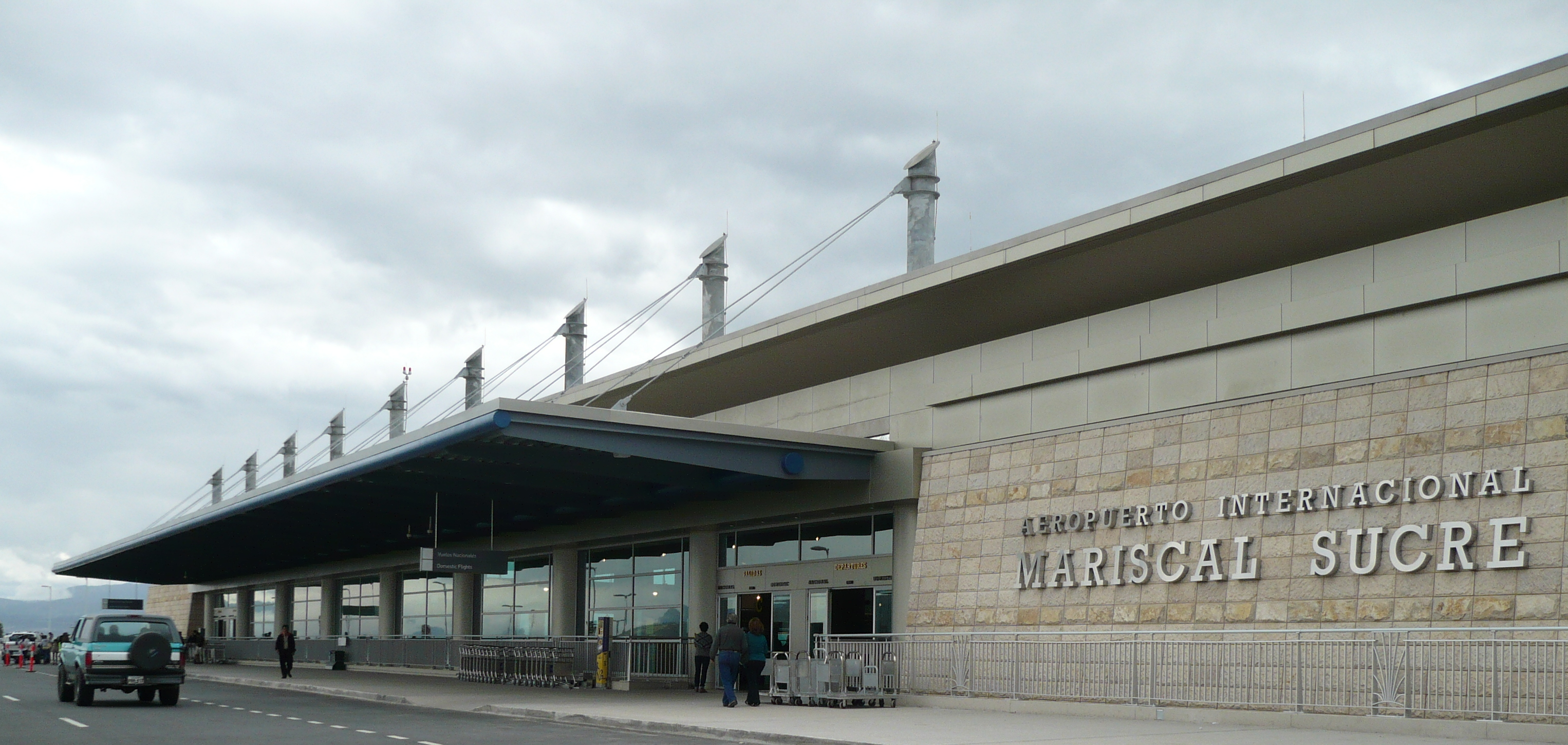
A Mariscal Sucre nemzetközi repülőtér

Nemzetközi repülőtere a Mariscal Sucre nemzetközi repülőtér.
A városon belüli gyors közlekedést az EMSAT (Empresa Metropolitana de Servicios y Administración del transporte) trolibusz (El Trole) vonala (Compañía Trolebús Quito, S.A. az üzemeltető) és autóbusz vonalai biztosítják.
A trolibuszvonal első szakaszát 1995. december 17-én nyitották meg, a legutolsót 2008. december 19-én, így jelenleg 18,7 km hosszban szeli át a várost a zárt rendszerű viszonylat. A forgalmat 113 csuklós trolibusz szolgálja ki, amelyek Hispano Carrocera és Mercedes-Benz gyártmányú trolibuszok.